# Othreis raphael
Othreis raphael là một loài bướm đêm trong họ Erebidae.